# Volcà de la Garrinada
Volcà de la Garrinada är en vulkan i Spanien.   Den ligger i provinsen Província de Girona och regionen Katalonien, i den östra delen av landet, 500 km öster om huvudstaden Madrid. Toppen på Volcà de la Garrinada är 477 meter över havet.
Terrängen runt Volcà de la Garrinada är kuperad. Runt Volcà de la Garrinada är det ganska glesbefolkat, med 42 invånare per kvadratkilometer. Närmaste större samhälle är Olot, 1,3 km söder om Volcà de la Garrinada. I omgivningarna runt Volcà de la Garrinada växer i huvudsak blandskog.